# Hoa hậu Trái Đất 2005
Hoa hậu Trái Đất 2005 là cuộc thi Hoa hậu Trái Đất lần thứ 5 được tổ chức tại Nhà hát Trường Đại học Philippines, Thành phố Quezon, Philippines vào ngày 23 tháng 10 năm 2005. Có tất cả 80 thí sinh tham dự cuộc thi. Dẫn chương trình cho đêm chung kết là nam MC Ariel Urata cùng với Amanda Griffin dẫn dắt trong hậu trường. Người chiến thắng là cô Alexandra Braun Waldeck, đến từ Venezuela. Hoa hậu Trái Đất 2004 Priscilla Meirelles đến từ Brazil đã trao lại vương miện cho cô. Giống như Brazil, Venezuela cũng đã đăng quang Tứ đại Hoa hậu (Hoa hậu Thế giới, Hoa hậu Hoàn vũ, Hoa hậu Quốc tế, Hoa hậu Trái Đất).

## Xếp hạng

Trường Đại học Philippines, địa điểm chính thức diễn ra cuộc thi Hoa hậu Trái Đất 2005.

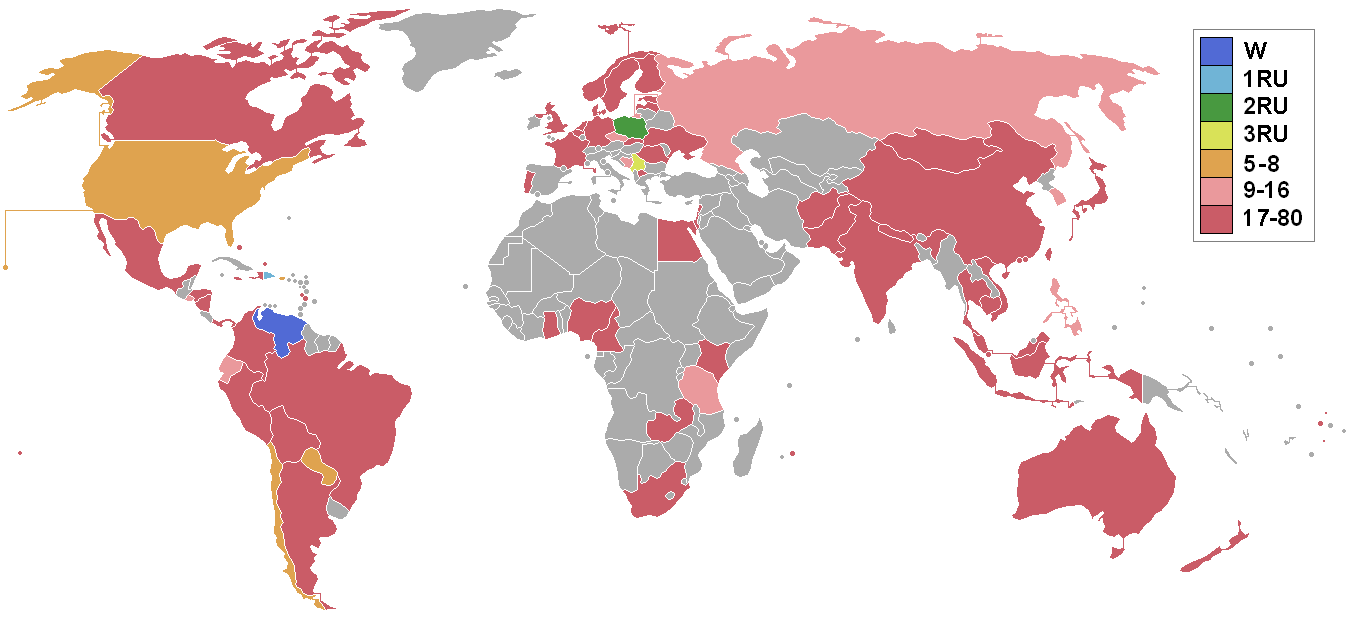
Các quốc gia và lãnh thổ tham gia Hoa hậu Trái Đất 2005 và kết quả

### Các danh hiệu cao nhất
| Kết quả                     | Thí sinh |
| --------------------------- | --- |
| Hoa hậu Trái Đất 2005       | - Venezuela – Alexandra Braun Waldeck |
| Hoa hậu Không khí (Á hậu 1) | - Cộng hòa Dominican – Amell Santana |
| Hoa hậu Nước (Á hậu 2)      | - Ba Lan – Katarzyna Borowicz |
| Hoa hậu Lửa (Á hậu 3)       | - Serbia và Montenegro – Jovana Marjanovic |
| Top 8                       | - Chile – Nataly Chilet - Paraguay – Tania María Domaniczky Vargas - Puerto Rico – Vanessa De Roide - Hoa Kỳ – Amanda Kimmel |
| Top 16                      | - Bosna và Hercegovina – Sanja Susnja - Cộng hòa Séc – Zuzana Štěpanovská - Ecuador – Cristina Eugenia Reyes Hidalgo - El Salvador – Irma Marina Dimas Pineda - Hàn Quốc – Yoo Hye-mi - Philippines – Genebelle Francisco Raagas - Nga – Tatyana Yamova - Tanzania – Rehema Sudi |

### Giải thưởng phụ
| Giải thưởng                                | Thí sinh |
| ------------------------------------------ | --- |
| Hoa hậu Thân thiện                         | - Canada – Katherine McClure |
| Hoa hậu Ảnh                                | - Chile – Nataly Chilet |
| Hoa hậu Tài năng                           | - Ukraine – Yevgeniya Rudenko |
| Hoa hậu được bình chọn qua mạng nhiều nhất | - Ba Lan – Katarzyna Borowicz |
| Trang phục dân tộc đẹp nhất                | - Hàn Quốc – Yoo Hye-mi |
| Trang phục dạ hội đẹp nhất                 | - Puerto Rico – Vanessa De Roide |
| Trình diễn áo tắm đẹp nhất                 | - Venezuela – Alexandra Braun Waldeck |
| Miss Pond's                                | - Hàn Quốc – Yoo Hye-mi - Venezuela – Alexandra Braun Waldeck - Cộng hòa Dominican – Amell Santana - Puerto Rico – Vanessa De Roide - Ba Lan – Katarzyna Borowicz |

### Thứ tự công bố
| 1. Puerto Rico 2. Bosna và Hercegovina 3. Chile 4. Cộng hòa Séc 5. Hàn Quốc 6. Hoa Kỳ 7. Venezuela 8. Serbia và Montenegro 9. Philippines 10. El Salvador 11. Tanzania 12. Cộng hòa Dominica 13. Nga 14. Ba Lan 15. Paraguay 16. Ecuador | 1. Hoa Kỳ 2. Paraguay 3. Cộng hòa Dominica 4. Serbia và Montenegro 5. Puerto Rico 6. Ba Lan 7. Chile 8. Venezuela | 1. Cộng hòa Dominica 2. Serbia và Montenegro 3. Ba Lan 4. Venezuela |

## Phần ứng xử hay nhất
Câu hỏi trong phần thi ứng xử của Hoa hậu Trái Đất 2005: "Nếu bạn chỉ được chọn một trong hai nguyên tố của thiên nhiên là nước hoặc không khí, bạn sẽ chọn nguyên tố nào và tại sao?"
Câu trả lời của Hoa hậu Trái Đất 2005: "Bốn nguyên tố đều rất quan trọng nhưng không khí là quan trọng nhất vì nó mang lại cho chúng ta cuộc sống và đó là thứ mà chúng ta đang hít thở." - Alexandra Braun Waldeck, đại diện của Venezuela.

## Giám khảo
| Số thứ tự | Giám khảo                     | Nghề nghiệp, chức vụ                                                             |
| --------- | ----------------------------- | -------------------------------------------------------------------------------- |
| 1         | Leo Valdez                    | Nghệ sĩ biểu diễn quốc tế                                                        |
| 2         | Baroness Eva de Koenigswarter | Nhà thiết kế thời trang                                                          |
| 3         | Raquel Argondonia             | Nhà môi trường học, nhà sản xuất chương trình truyền hình và máy chủ truyền hình |
| 4         | James Hogan                   | Chủ tịch và Tổng giám đốc điều hành của Gulf Air                                 |
| 5         | Catharina Svensson            | Hoa hậu Trái Đất 2001 đến từ Đan Mạch                                            |
| 6         | Noel Lorenzana                | Giám đốc quản lý tại Unilever                                                    |
| 7         | Vivienne Tan                  | Nhà giáo dục và doanh nhân xã hội                                                |
| 8         | Tessa Prieto-Valdes           | Tổ chức thời trang                                                               |
| 9         | Eugene Tameses                | Giám đốc Marketing của Khách sạn Hyatt và Casino Manila                          |
| 10        | Rosemarie Arenas              | Nhà môi trường học, người nổi tiếng                                              |

## Dẫn chương trình
- Ariel Ureta
- Amanda Griffin

## Các thí sinh tham dự
Có 80 thí sinh tại cuộc thi:
- Afghanistan – Sitara Bahrami
- Argentina – Eliana Ocolotobiche
- Úc – Anne-Maree Bowdler
- Bahamas – Nadia Cash
- Bỉ – Isabel van Rompaey
- Bolivia – Vanessa Patricia Morón Jarzun
- Bosna và Hercegovina – Sanja Susnja
- Brazil – Isabella Chaves
- Campuchia – Mealea Pich
- Cameroon – Wonja Ngeah Ginette Martine
- Canada – Katherine McClure
- Chile – Nataly Chilet
- Trung Quốc – Noelle Li Yi-Jia
- Colombia – Lia Patricia Correal Lopera
- Cộng hòa Séc – Zuzana Štěpanovská
- Đan Mạch – Heidi Zadeh
- Cộng hòa Dominican – Amell Santana
- Ecuador – Cristina Eugenia Reyes Hidalgo
- Ai Cập – Elham Wagdi
- El Salvador – Irma Marina Dimas Pineda
- Estonia – Anastassija Balak
- Phần Lan – Rita Aaltolahti
- Pháp – Alexandra Uhan
- Đức – Rebecca Kunikowski
- Ghana – Faustina Adjao Akoto
- Haiti – Channa Cius
- Honduras – Ruth María Arita
- Hồng Kông – Aisha Gu Reu
- Ấn Độ – Niharika Singh
- Indonesia – Jenny Graciella Jevinzky Sutjiono
- Israel – Avivit Meirson
- Jamaica – Daisi Pollard
- Nhật Bản – Emi Suzuki
- Kenya – Stella Malis
- Hàn Quốc – Yoo Hye-mi
- Latvia – Nora Reinholde
- Liban – Chantal Karam
- Ma Cao – Rebecca Qian Qiong
- Macedonia – Jana Stojanovska
- Malaysia – Jamie Pang Hui Ting
- Martinique – Elle Narayanan
- Mauritius – Loshanee Moodaley
- Mexico – Lorena Jaime Hochstrasser
- Mông Cổ – Sarnai Amar
- Nepal – Shavona Shrestha
- Hà Lan – Dagmar Saija
- New Zealand – Tiffany Pickford
- Nicaragua – Sandra Maritza Ríos Hernández
- Nigeria – Ethel Okosuns
- Niue – Ngiar Pearson
- Na Uy – Vibeke Hansen
- Pakistan – Naomi Zaman
- Panama – Rosemary Isabel Suárez Machazek
- Paraguay – Tania María Domaniczky Vargas
- Peru – Sara María Paredes Valdivia
- Philippines – Genebelle Francisco Raagas
- Ba Lan – Katarzyna Weronika Borowicz
- Bồ Đào Nha – Ângela Maria Fonseca Spínola
- Puerto Rico – Vanessa De Roide
- Romania – Adina Dimitru
- Nga – Tatyana Yamova
- Saint Lucia – Hanna Gabrielle Fitz
- Samoa – Josephine Meisake
- Serbia và Montenegro – Jovana Marjanovic
- Singapore – Sim Pei Yee
- Slovakia – Diana Ondrejickova
- Nam Phi – Jacqueline Postma
- Thụy Điển – Therese Denitton
- Tahiti – Vaimiti Herlaud
- Đài Loan – Carolyn Lin Yi-Fan
- Tanzania – Rehema Sudi
- Thái Lan – Kanokwan Sesthaphongvanich
- Tokelau – Landy Tyrell
- Quần đảo Turks và Caicos – Trina Adams
- Ukraine – Yevgeniya Rudenko
- Vương quốc Liên hiệp Anh và Bắc Ireland – Emma Corten
- Hoa Kỳ – Amanda Kimmel
- Venezuela – Alexandra Braun Waldeck
- Việt Nam – Đào Thanh Hoài
- Zambia – Cynthia Kanema

- Danh xưng: trong cuộc thi lần này, Vương quốc Liên hiệp Anh và Bắc Ireland sử dụng danh xưng tiếng Anh là United Kingdom thay vì Great Britain (đã được dùng trong cuộc thi năm trước).

## Chú ý

### Tham gia lần đầu
- Bahamas
- Campuchia
- Cameroon
- Haiti
- Hồng Kông
- Indonesia
- Jamaica
- Ma Cao
- Mauritius
- Mông Cổ
- Niue
- Pakistan
- Romania
- Samoa
- Slovakia
- Saint Lucia
- Tokelau
- Quần đảo Turks và Caicos
- Zambia

### Sự trở lại
- Tham dự lần cuối năm 2001:
  -  Latvia
  -  Nga
- Tham dự lần cuối năm 2003:
  -  Afghanistan
  -  Cộng hòa Séc
  -  Đức
  -  Nhật Bản
  -  Panama
  -  Venezuela

### Bỏ cuộc
- Albania
- Bulgaria
- Chad
- Costa Rica
- Ethiopia
- Guatemala
- Thụy Sĩ
- Trinidad và Tobago
- Uruguay

### Tham dự nhiều cuộc thi
Những thí sinh tham dự các cuộc thi khác:
| Hoa hậu Hoàn vũ - 2005: El Salvador – Irma Marina Dimas Pineda - 2005: Zambia – Cynthia Kanema - 2009: Ai Cập – Elham Wagdi Hoa hậu Thế giới - 2003: Zambia – Cynthia Kanema - 2004: Ba Lan – Katarzyna Borowicz (Top 5) - 2004: Ecuador – Cristina Eugenia Reyes Hidalgo - 2004: Paraguay – Tania María Domanickzy Vargas - 2005: Bồ Đào Nha – Angela Maria Fonseca Spínola - 2007: Macedonia – Jana Stojanovska - 2008: Chile – Nataly Chilet Hoa hậu Quốc tế - 2004: Bolivia – Vanessa Patricia Morón Jarzun - 2004: Zambia – Cynthia Kanema - 2006: Ai Cập – Elham Wagdi Hoa hậu Liên lục địa - 2004: Honduras – Ruth María Arita (Bán kết, Trang phục truyền thống đẹp nhất) - 2006: Ecuador – Cristina Eugenia Reyes Hidalgo - 2007: Ai Cập – Elham Wagdi (Bán kết) Hoa hậu Hoàn cầu Quốc tế - 2004: Paraguay – Tania María Domanickzy Vargas (Trang phục truyền thống đẹp nhất) - 2006: Macedonia – Jana Stojanovska | Hoa hậu Du lịch Quốc tế - 2001: Cộng hòa Séc – Zuzana Štěpanovská (Á hậu 1) Nữ hoàng Du lịch Quốc tế - 2004: Nhật Bản – Emi Suzuki - 2005: Pakistan – Naomi Zaman (Nữ hoàng Tài năng) - 2006: Samoa – Josephine Meisake - 2007: Bỉ – Isabel van Rompaey - 2007: Pháp – Alexandra Uhan (đại diện cho Monaco) Siêu mẫu Thế giới - 2005: Việt Nam – Đào Thanh Hoài (Top 15) World Miss University - 2008: Mông Cổ – Sarnai Amar (Chiến thắng) Hoa hậu Bikini Quốc tế - 2006: Kenya – Stella Marris Atieno Abungu Hoa hậu Tuổi Teen Quốc tế - 2003: Honduras – Ruth María Arita (Bán kết) Miss Continente Americano - 2007: Chile – Nataly Chilet (Bán kết) Reina Hispanoamericana (Reina Sudamericana) - 2004: Paraguay – Tania María Domanickzy Vargas (Chiến thắng, Hoa hậu Ảnh, Trang phục truyền thống đẹp nhất, Nụ cười đẹp nhất) - 2009: Chile – Nataly Chilet (Gương mặt đẹp nhất) Hoa hậu Châu Âu - 2002: Romania – Adina Dimitru (Á hậu 4) - 2005: Đan Mạch – Heidi Zadeh - 2006: Ba Lan – Katarzyna Borowicz (Á hậu 3) |

### Một số thông tin khác
- Hoa Kỳ – Amanda Kimmel cũng là Hoa hậu Montana 2005; đại diện cho bang này tham gia cuộc thi Hoa hậu Mỹ (Miss USA) 2005 tuy nhiên cô không có mặt trong Top 15 người đẹp nhất. Lọt vào Top 8 của cuộc thi, cô trở thành Hoa hậu Mỹ đầu tiên đạt giải cao nhất tại đấu trường sắc đẹp này.  Kimmel cũng là Á quân của chương trình truyền hình Kẻ sống sót nổi tiếng của quốc gia này.
- Zambia – Cynthia Kanema trở thành người phụ nữ đầu tiên tham gia Tứ đại Hoa hậu:  Hoa hậu Thế giới 2003, Hoa hậu Quốc tế 2004 và Hoa hậu Hoàn vũ 2005 trước khi đến với cuộc thi này. Cô không giành được thành tích gì ở tất cả các cuộc thi đó.